# Neopanorpa caveata
Neopanorpa caveata är en näbbsländeart som beskrevs av Cheng 1957. Neopanorpa caveata ingår i släktet Neopanorpa och familjen skorpionsländor. Inga underarter finns listade i Catalogue of Life.